# Kees Verhaar
Kees Verhaar (Rotterdam, 18 augustus 1957) is een Nederlandse muziekleraar, dirigent en liedjesschrijver.
Kees Verhaar heeft de Pedagogische Academie doorlopen en begon daarna met een studie aan het conservatorium van Rotterdam, maar zette hier na een jaar een punt achter. Van 1981 tot 2024 heeft hij gewerkt als muziekdocent aan een aantal basisscholen in de regio Rotterdam en van 1997 tot 2017 als dirigent van Kinderkoor Prettig Weekend. 
Hij werkte onder meer aan de Montessorischool Tuinstad Schiebroek, Monterssorischool Kralingen, de Kleine Prins en de Jacob Marisschool.
Als oprichter en dirigent van Kinderkoor Prettig Weekend nam hij in 1997 het initiatief voor de opname een serie CD's, waaronder Kinderen zingen Nederlandse pop, de meeste in samenwerking met een keur aan Nederlandse artiesten. Uiteindelijk zijn er 25 CD's geproduceerd waarvan de opbrengsten veelal bestemd waren voor een goed doel. Voor de CD's heeft Verhaar diverse liedjes zelf geschreven.
In 2012 kreeg Kees Verhaar ter gelegenheid van het 15-jarig bestaan van Kinderkoor Prettig Weekend uit handen van burgemeester Aboutaleb in het Oude Luxor Theater in Rotterdam de Erasmusspeld uitgereikt.
In 2020 bracht Verhaar zijn eerste solo-album Een mooie dag uit in een gelimiteerde oplage.

## Uitgebrachte albums (selectie)

### CD's met Kinderkoor Prettig Weekend
- 1998 Kinderen zingen Nederlandse pop
- 2001 Prettig Weekend in Rotterdam
- 2010 Tour de France in Rotterdam
- 2015 Prettig Weekend in Blijdorp
- 2017 Sport!

### LP's en EP's
- 2020 Een mooie dag (kleuterliedjes)
- 2022 Met Kerstmis ben ik blij (kerstliedjes); besproken op de website van Radio Rijnmond [1]
- 2023 Kerst in de koeienstal (kerstliedjes)